# Червоний Юнак (газета)
«Червоний Юнак» — перша газета КСМУ в Українській республіці (УНРС, УСРР), у 1920-1924 рр. виходила у Полтаві, згодом двотижневик Школи Червоних Старшин ім. ВУЦВК. Виходив у Харкові у 1928—1934 (редактор І.Богомолець).

## Історія
Перша газета в Україні, створена КСМУ, виходила в 1920—1924 рр. у Полтаві. Спершу друкувалися окремі молодіжні сторінки в газетах "Селянин", "Більшовик", "Незаможник". З 1922 р. — окреме видання, орган Полтавського губернського комітету комсомолу. Мав назви "Червона молодь", "Сторінка молоді".
З 1924 р. редакція переїхала до Харкова, столиці Українського господарства у складі новоствореної Країни Рад (СРСР).
Серед редакторів П.М.Усенко, серед авторів К.П.Бублик (1901-1925).